# ウクライナPEN
ウクライナPEN（Український ПЕН Ukrainskyi PEN）は、言論の自由と作家の権利を保護し、文学の振興と国際的な文化協力を促進するために設立されたウクライナの非政府組織である。国際PENの各国支部ネットワークの一部であり、ウクライナにおける文学と人権擁護の中心的役割を担っている。
ウクライナPENは、1989年秋にウクライナ作家連盟内で設立された。初代会長にはウクライナの詩人ミコラ・ヴィングラノフスキーが選出された。主な統治機関は総会であり、総会は会長と2人の副会長を含む8人の執行委員会を選出する。
「PEN」は「詩人（Poets）、劇作家（Playwrights）、随筆家（Essayists）、小説家（Novelists）」の略だが、現在のウクライナPENは文学界以外の会員も受け入れており、2022年時点で140人の会員を擁する。

## 構造
国際PENには、2022年時点で世界に146の各国支部が存在する。国際PENの本部はロンドンにあり、各国支部の調整と助言を行っている。最大の支部はPENアメリカで、7,200人の会員を擁する。
各国支部の活動の優先事項は、各国の文化的・政治的状況に応じて決定される。
毎年秋に国際PENは世界のいずれかの国でPEN会議を開催し、各国支部の代表や会員が集まり、国際的な指導部の再選や人権に関する決議の採択を行う。2017年には初めてウクライナ（リヴィウ）で開催された。2018年はインド（プネー）、2019年はフィリピン（マニラ）、2020年と2021年はオンラインで開催された。2022年の会議は、9月27日から10月1日までスウェーデンのウプサラで「言葉の力：表現の自由の将来の課題」をテーマに開催される予定である。

### 会員資格
当初、PENは作家のみを対象としていたが、会員の範囲は拡大している。ウクライナPENへの加入の主な基準は、組織の「憲章」に記載された価値観を共有し、ウクライナおよび世界での言論の自由の保護と文学の発展を促進する意欲を持つことである。現在のウクライナPENには、作家、人権活動家、翻訳者、ジャーナリスト、人文学者、出版社、文化マネージャーなど140人の会員がいる。
ウクライナPENの憲章によれば、新会員の承認は執行委員会が決定する。新会員は執行委員会の招待を受け、ウクライナPENの既存の正会員2人からの推薦状、経歴、著作目録を提出する必要がある。

### 資金
ウクライナPENは非営利組織であり、会員の会費と個々の寄付者の支援によって運営されている。

## 運営

### ウクライナPENの会長
- 1989年–1993年：ミコラ・ヴィングラノフスキー[1]
- 1993年–2010年：イェウヘン・スヴェルスチュク（英語版）[5][6][7]
- 2010年–2014年：Myroslav Marynovych[8][9][10]
- 2014年–2018年：ミコラ・リャブチュク（英語版）
- 2018年12月17日より：アンドレイ・クルコフ

### 副会長および事務局長
2018年8月、ジャーナリストのテチャナ・テレンがウクライナPENの事務局長に就任した。
2019年10月時点の執行委員会のメンバーは、オレナ・スチャジキナ、レオニード・フィンベルク、イェウヘン・ザハロフ、ラリサ・デニセンコ、オスタプ・スリヴィンスキーである。

### 名誉会長
現在の名誉会長は、人権活動家、ジャーナリスト、宗教学者、講師のミロスラフ・マリノヴィチと、詩人、翻訳者、散文作家、随筆家のミコラ・リャブチュクの2人である。

## 活動
国際PENの憲章（1921年設立）には、PENの主な任務として「言論と表現の自由の保護、少数者の権利擁護、迫害された作家の支援、文化的多様性の支援、文化的活動を通じた人道的価値の促進」が記載されている。
ウクライナPENは以下のプロジェクトを実施している：
- 国際PEN会議でのウクライナ問題の提示と参加：2012年韓国（ミロスラフ・マリノヴィチ、第78回会議）、2014年キルギス（アンドレイ・クルコフ、第80回会議）、2016年ガリツィア（ミコラ・リャブチュク、アンドレイ・クルコフ、G.ベキロヴァ、第82回会議）、プネー（テチャナ・テレン、V.アメリナ、第84回会議）。
- 国際PEN会長ジョン・ラルストン・ソール（2015年、キエフ、オデッサ）、アメリカPEN国際関係部長ドリュー・メナカー（2016年、キエフ）、国際PEN事務局長カルレス・トルナー（2017年、リヴィウ、キエフ）のウクライナへの招待[13]。
- ロッテルダムでの国際PEN「獄中の作家」委員会およびリレハンメルの「国際避難都市ネットワーク」でのウクライナ問題の提示（ハリャ・コイナシュ：2014年、2017年、2019年）。
- ウクライナでの第83回国際PEN会議の開催。
- 東ヨーロッパPENクラブの年次地域会議[14]。
- ウクライナPENのユーリー・シェヴェリョフ賞（現代随筆）の年次授与。
- ウクライナPENのヴァシル・ストゥス賞の年次授与。
- ウクライナのジャーナリスト向けゴンガゼ賞の年次授賞式。
- PENディスカッションクラブの設立。時事問題に関する議論が開催され、メディアプロジェクトの議論が実施される[15][16]。
- 「ウクライナの町での文学朗読」プロジェクトの実施。

2019年、ウクライナPENは欧州連合文学賞のパートナーとなり、国内陪審団を形成し、ウクライナからの受賞者を決定する権利を得た。

### ウクライナPEN翻訳基金助成金
ウクライナPENは、国際PENおよび国際ルネサンス財団との共同ミニ助成プログラムの一環として、オレグ・センツォフの短編集「人生」を英語、ドイツ語、ポーランド語に翻訳するコンペティションを開催した。このプログラムは2018年10月に発表された。
英語への翻訳はウィリアム・ブラッカー博士（Deep Vellum Publishing）が行った。ポーランド語への翻訳は、作家、翻訳者、評論家のボフダン・ザドゥラ（Warsztaty Kultury）が担当した。
2018年12月6日、ウクライナPENの執行委員会は、オレグ・センツォフの短編集をドイツ語に翻訳するコンペティションの3番目の受賞者を選出した。受賞者は、リディア・ナーゲル、クラウディア・ダーテ、クラライア・ダーテ、アレクサンダー・クラトフヴィル、トーマス・ヴァイラー、アンドレアス・トレトナー、クリスティアン・ケルナー、オリガ・ラデツカヤ、ジェニー・ザイツ、イリーナ・ボンダス、カティ・ブルンナーからなる翻訳者グループの応募だった。この本はVoland & Quistから出版された。

### ハルキウ文学レジデンシー
ウクライナの散文作家向けハルキウ文学レジデンシーは、国際PENのウクライナ支部とハルキウ州行政によって設立され、作家の支援とハルキウおよびその文化のウクライナ国内外での促進を目的としている。
レジデンシーの参加者は、1か月間ハルキウに滞在し、散文作品に取り組み、街を体験する機会が与えられる。
現在のレジデンシー参加者は、作家のルバ・パラスケヴィア・ストリナジュク、リュブコ・デレシュ、ミヒャエル・ツェラー（ドイツ）、翻訳者のヤロスラヴァ・ストリハである。
ハルキウでは、ウクライナの散文作家および翻訳者向けに数か月の文学レジデンシーが計画されている。

## 人権プロジェクト
2014年以来、ウクライナPENは、クリミアの占領やロシアの刑務所に収監されているウクライナの政治犯に関する一連の声明を通じて、ウクライナの出来事に国際社会の注目を集めようとしている。具体的には以下の声明が発表された：
- ウクライナでの暴力のエスカレーションの停止に関する声明[20]。
- クリミアでの政治的抑圧に対する抗議声明およびイルミ・ウメロフの擁護[21]。
- ウクライナ・EU連合協定に関する地元住民投票を前にしたデンマークの同僚への公開書簡[22]。
- ウクライナPEN会員であるジャーナリスト、スタニスラフ・アセーエフ（英語版）の支持に関する声明[23]。
- Hromadske.TVとウクライナPENの共同アクションとして、オレグ・センツォフの短編集「物語」から著名なウクライナ人（アダ・ロゴフツェヴァ、マルコ・ガラネヴィチ、ナタリヤ・スムスカ、ムスタファ・ナイエム、ラリサ・デニセンコ、イゴール・コズロフスキー、オレグ・ミハリウタ、ナタリア・ヴォロジビット）による朗読[24]。

2018年8月21日、映画監督で作家のオレグ・センツォフのハンガーストライキ100日目に、ウクライナPENは市民自由センターと共同で、キエフのロシア大使館近くで「オレグ・センツォフとの連帯」集会を開催した。
2018年11月15日、国際囚人作家の日に、ウクライナPENと市民自由センターは、ロシアとクリミア、東ウクライナの自称共和国の囚人を支援する「空の椅子」キャンペーンを開催した。

## 文学賞

### ヴァシル・ストゥス賞
ウクライナPENは、1989年にイェウヘン・スヴェルスチュクが率いるウクライナ独立創造インテリジェンス協会（UANTI）によって設立されたヴァシル・ストゥス賞を引き継いだ。この賞は毎年1月14日、聖ヴァシルの日に授与される。
ヴァシル・ストゥス賞は、居住地に関係なく、ウクライナPENの作家（作家、芸術家、監督）に授与され、生涯の功績、ウクライナ文化への特別な貢献、市民的立場の堅固さを称える。
受賞者は、ウクライナPENおよびパートナーのキエフ・モヒーラ・ビジネススクール（KMBS）からディプロマと表彰を受ける。

### ユーリー・シェヴェリョフ賞
ユーリー・シェヴェリョフ賞は2013年に設立された。設立者はキエフ・モヒーラ・ビジネススクール、出版社「Duh i Litera」、ハーバード・ウクライナ研究所である。
この賞は、過去1年間に出版された芸術的および科学的随筆に対して、ウクライナの著者に年1回授与される。受賞者は、現代ウクライナ随筆を創始したユーリー・シェヴェリョフの誕生日である12月17日の授賞式で発表される。受賞者にはブロンズ・エンジェルの像、賞金、ディプロマが贈られる。
過去のシェヴェリョフ賞受賞者は、タラス・プロハスコ、アンドリー・ポルトノフ、コンスタンティン・モスカレツ、オレクサンドル・ボイチェンコ、ヴァフタン・ケブラゼ、アンドリー・リュブカ、ヴォロディミル・イェルモレンコ、ディアナ・クロチコである。

### ゲオルギー・ゴンガゼ賞
ゲオルギー・ゴンガゼ賞は、ゲオルギー・ゴンガゼの誕生日である5月21日に年1回授与される。これはウクライナのジャーナリズム分野での新しい賞であり、ウクライナPENがキエフ・モヒーラ・ビジネススクールの卒業生協会および出版物「ウクライナ・プラウダ」と提携して設立した。
この賞は、独立ジャーナリズムの原則と価値観を守り、プロフェッショナリズム、能力、革新性を示し、社会の問題解決や理解につながる資料を作成し、国に変化をもたらし、メディア環境に大きな貢献をするジャーナリストを支援するために創設された。受賞者には像、ディプロマ、3,000ドルの賞金が贈られる。
ゲオルギー・ゴンガゼ賞の初代受賞者は、ジャーナリスト、歴史家、オンライン出版物イストリチナ・プラウダの編集長であり、プレス博物館・アーカイブの創設者であるヴァフタン・キピアニだった。

### ドラホマン賞
ドラホマン賞は、ウクライナ語からの翻訳に対して授与される賞であり、文学またはドキュメンタリー作品の翻訳を少なくとも1つ出版した世界中の翻訳者が対象である。この賞は2020年にウクライナPEN、ウクライナ研究所、ウクライナ書籍研究所によって設立された。
この賞は、優れた翻訳とウクライナ文学の国際的な促進に対して授与される。
2020年の受賞者はドイツのクラウディア・ダーテで、セルヒー・ジャダンの詩集「アンテナ」とオレクシー・チュパの小説「私の防空壕の物語」の翻訳が評価された。

## 会員
- ボリス・グジャク（英語版）（1960年生まれ）、主教、神学作家[35]
- ミコラ・ホルバル（英語版）（1940年生まれ）、ウクライナの詩人、活動家、ウクライナ議会議員[35]
- イヤ・キヴァ（英語版）（1984年生まれ）、ウクライナの詩人、翻訳者、ジャーナリスト、評論家[35]
- マリアンナ・キヤノフスカ（英語版）（1973年生まれ）、ウクライナの詩人、翻訳者、文学研究者[36]
- ミロスラフ・マリノヴィチ（英語版）（1949年生まれ）、ウクライナの人権活動家、ジャーナリスト、宗教学者、講師[35]
- カテリナ・ミハリツィナ（英語版）（1982年生まれ）、ウクライナの詩人、児童文学作家、翻訳者、編集者[37]
- アレクサンダー・J・モティル（英語版）（1953年生まれ）、ウクライナ系アメリカ人の作家[35]
- ヴォロディミル・ラフェイエンコ（英語版）（1969年生まれ）、ウクライナの作家、小説家、詩人[35][38]
- マリアナ・サフカ（英語版）（1973年生まれ）、ウクライナの詩人、児童文学作家、翻訳者、出版社[39]
- イリナ・シュヴァロヴァ（英語版）（1986年生まれ）、ウクライナの詩人、翻訳者、学者[40]
- イェウヘン・ザハロフ（英語版）（1952年生まれ）、ウクライナの人権活動家[35]